# Зарничный
Зарничный — посёлок в Шушенском районе Красноярского края России. Входит в состав Ильичёвского сельсовета.

## География
Посёлок находится на берегу реки Мокрая, к югу от болота Междуречье.

### Климат
Климат характеризуется как резко континентальный, с продолжительной морозной зимой и коротким тёплым летом. Средняя температура воздуха самого тёплого месяца (июля) составляет 20 °C; самого холодного (января) — −20 °C. Среднегодовое количество атмосферных осадков составляет 500 мм. Безморозный период в среднем длится 115 дней.

## История
В 1976 году указом Президиума Верховного Совета РСФСР посёлок отделения № 4 совхоза имени Ленина переименован в Зарничный.

## Население
| 2010 |
| ---- |
| 365  |

## Инфраструктура
В посёлке функционируют начальная общеобразовательная школа (филиал Ильичевской СОШ), дом культуры.

## Достопримечательности
Установлен памятный знак «Землякам, защитникам Родины в годы Великой Отечественной войны».